# Del Rey Books

Del Rey Books ist ein US-amerikanischer Buchverlag für Science-Fiction und Fantasy mit Sitz in New York City.

## Geschichte
Der Verlag wurde 1977 als Imprint für Science-Fiction und Fantasy des New Yorker Verlags Ballantine Books von Lester del Rey und seiner Frau Judy-Lynn gegründet. Ein großer Erfolg waren zahlreiche Bücher zum Thema Star Wars.
Zu den Autoren des Verlags gehören Terry Brooks, Naomi Novik, Douglas Adams, Robin Hobb, Max Brooks und Pierce Brown. 
2004 wurde die Edition Del Rey Manga für Manga eröffnet, es bestand eine Zusammenarbeit mit dem japanischen Verlag Kōdansha. 2010 wurde die Edition aufgelöst.
Der Verlag gehört seit 2013 zur Verlagsgruppe Penguin Random House.